# تاش-کپه
تاش-کپه (به لاتین: Tash-Kepe) یک منطقهٔ مسکونی در قرقیزستان است که در استان اوش واقع شده‌است. تاش-کپه ۱٬۸۵۳ متر بالاتر از سطح دریا واقع شده‌است.